# Io così non ci sto
 "Io così non ci sto", Canção da Suíça no Festival Eurovisão da Canção 1983.
"Io così non ci sto" (Assim não estou de acordo assim) foi a canção que representou a Suíça no Festival Eurovisão da Canção 1983. Foi interpretada em italiano por Mariella Farré.
O referido tema tinha letra de Nella Martinetti, música de Thomas Gonzenbach e Remo Kessler e teve orquestração de Robert Weber.
A canção suíça foi a oitava canção a a ser interpretada na noite do festival, a seguir à canção espanhola
"¿Quién maneja mi barca?", cantada por Remedios Amaya e antes da canção finlandesa cantada por Ami Aspelund. Terminou em 15.º lugar, com 38 pontos.